# Зимний (Свердловская область)
Зи́мний — посёлок в Гаринском городском округе Свердловской области России. Автомобильное сообщение отсутствует.

## Географическое положение
Посёлок Зимний расположен в таёжной местности,  33 километрах к северо-северо-западу от посёлка Гари, на правом берегу реки Лозьвы (левого притока реки Тавды). Автомобильное сообщение с посёлком отсутствует, имеется водное сообщение по рекам Сосьве и Лозьве.

## Население
| 2002 | 2010 |
| ---- | ---- |
| 30   | ↘1   |